# Robert Walker (acteur, 1918)
Robert Hudson Walker (Salt Lake City, 13 oktober 1918 - Los Angeles, 28 augustus 1951) was een Amerikaans acteur. 
Gedurende zijn carrière (1939-1951) speelde hij in een twintigtal films. Hij was onder meer te zien in Alfred Hitchcocks psychologische thriller Strangers on a Train als de gek die een perfecte ruilmoord voorstelt. 

## Leven en werk
Walker was de jongste van vier kinderen. In 1939 trouwde Walker met actrice Jennifer Jones die hij had leren kennen op de American Academy of Dramatic Arts (AADA). Zij kregen samen twee zonen die beiden acteur werden (de oudste is Robert Walker Jr.). Wat later ontmoette Jones filmproducent David O. Selznick en begon ze een relatie met hem. Walker en Jones gingen uiteen in 1943 en scheidden twee jaar later.
In 1948 was Walker kort gehuwd met Barbara Ford, de dochter van filmregisseur John Ford.
In 1951 stierf hij aan de gevolgen van een allergische reactie die volgde op het nemen van een kalmeringsmiddel na het drinken van alcohol.

## Filmografie (ruime selectie)
- 1939 - Dancing Co-Ed (S. Sylvan Simon) (niet-gecrediteerd)
- 1943 - Madame Curie (Mervyn LeRoy)
- 1943 - Bataan (Tay Garnett)
- 1944 - Since You Went Away (John Cromwell)
- 1944 - Thirty Seconds Over Tokyo (Mervyn LeRoy)
- 1945 - The Clock (Vincente Minnelli)
- 1945 - Her Highness and the Bellboy (Richard Thorpe)
- 1945 - What's Next, Corporal Hargrove? (Richard Thorpe)
- 1946 - Till the Clouds Roll By (Richard Whorf)
- 1947 - The Sea of Grass (Elia Kazan)
- 1947 - Song of Love (Clarence Brown)
- 1948 - One Touch of Venus (William A. Seiter)
- 1951 - Vengeance Valley (Richard Thorpe)
- 1951 - Strangers on a Train (Alfred Hitchcock)
- 1952 - My Son John (Leo McCarey)